# 库尔茹
库尔茹（法語：Courgeoût，法語發音：[kuʁʒu] ⓘ）是法国奥恩省的一个市镇，属于莫尔塔涅欧佩什区。

## 地理
库尔茹（48°30'35"N, 0°29'23"E）面积17.82 平方千米，位于法国诺曼底大区奧恩省，该省份为法国西北部内陆省份，北起顺时针与卡爾瓦多斯省、厄尔省、厄尔-卢瓦省、萨尔特省、马耶讷省和芒什省接壤。
与库尔茹接壤的市镇（或旧市镇、城区）包括：奥埃讷河畔巴佐什、帕尔丰德瓦勒、博埃塞、库利梅、拉梅尼耶尔、圣伊莱尔勒沙泰勒、圣朗吉莱莫尔塔涅。

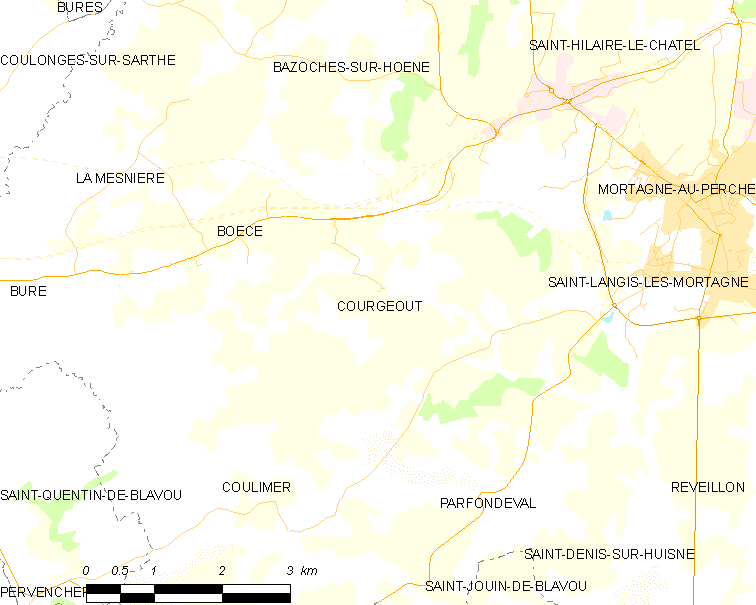
库尔茹的OSM定位图

库尔茹的时区为UTC+01:00、UTC+02:00（夏令时）。

## 行政
库尔茹的邮政编码为61560，INSEE市镇编码为61130。

## 政治
库尔茹所属的省级选区为莫尔塔涅欧佩什县。

## 人口

1962-2008年间库尔茹人口变化图示

库尔茹于2022年1月1日时的人口数量为460人。